# 일본한방의학

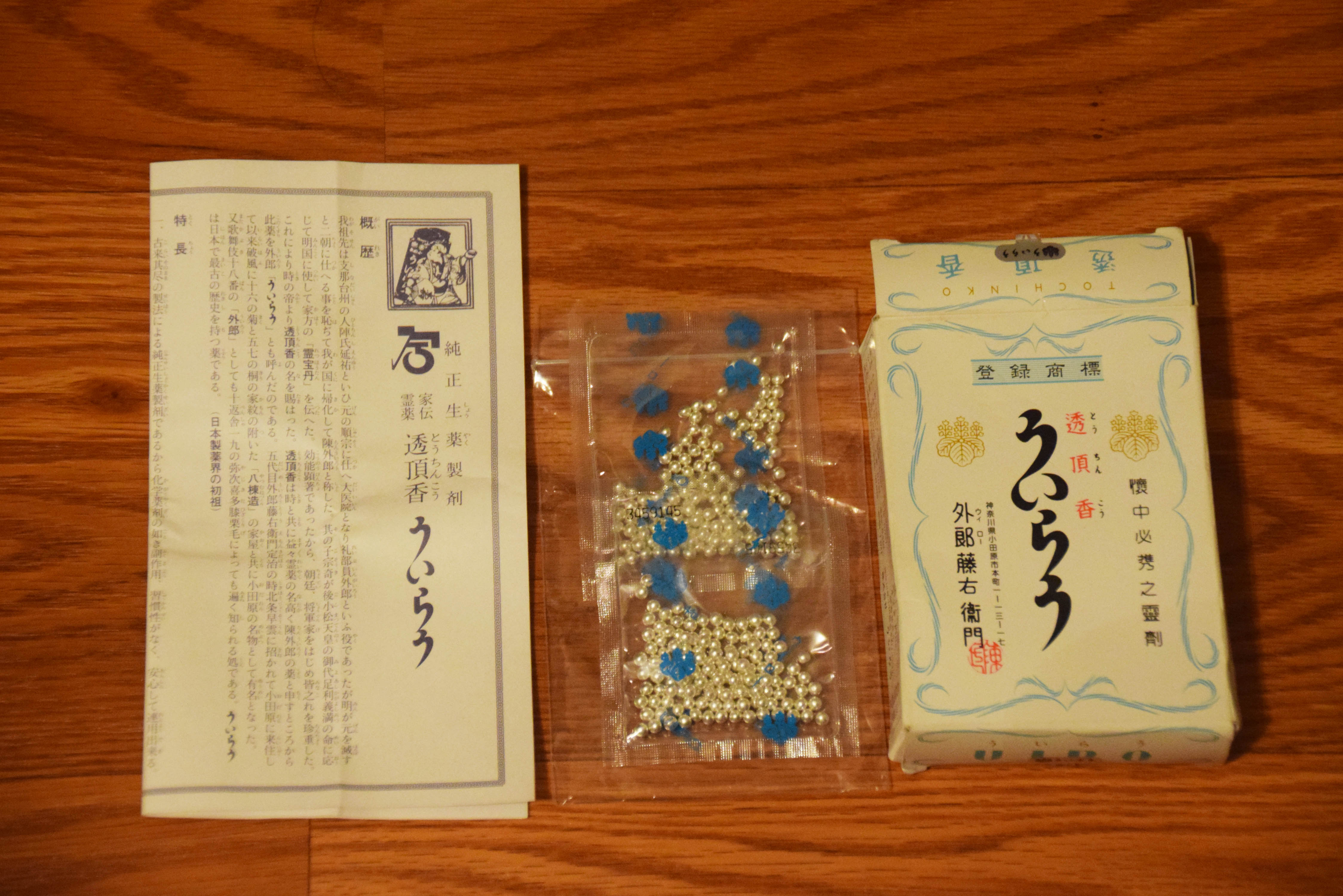

한방의학(일본어: 漢方医学 칸포우이가쿠[*])은 일본의 전통의학이다. 일본어권에서는 칸포 이가쿠(漢方医学, Kanpō igaku)라고 한다. 영어권에서는 캄포 메디신 또는 칸포 메디신(Kampo medicine 또는 Kanpō medicine), 또는 간단히 줄여서 칸포(Kanpō (漢方, Chinese medicine))라고 한다.
일본에서는 메이지 유신 이후 서양의학을 배워 의사면허를 취득한 사람만 의사업을 할 수 있도록 하였으므로 일본에는 한국식의 한의사나 중국식의 중의사가 존재하지 않는다.
그 대신 서양의학의 한계를 느낀 의사들이 한방의학을 연구하고 진료에 활용하고 있다.　현재 일본 의사의 86.3%가 한방약을 사용하고 있으며 그 사용동기로서는 「양약만을 사용한 치료에는 한계가 있다.」가 가장 큰 비율을 차지했다.
일본에 서양의학이 전래된 이후 일본의 전통의학을 에도시대부터 한방의학이라 불렀다. 그밖에 황방(皇方), 황한방(皇漢方), 화방(和方), 화한방(和漢方)이라는 용어가 사용되었으나 현재 가장 많이 사용되는 용어는 한방의학과 동양의학이다.
한국에서는 대한제국 시대부터 '한의학(韓醫學)' 등의 용어를 사용했으나 일본의 식민지가 된 이후 일본의 '한방(漢方)' 표기가 도입되어 '한의학(漢醫學)' 등으로 바뀌었다. 이것이 해방이후로도 이어져 한의학(漢醫學)이 공식용어로 사용되었으나 본래의 정체성을 회복하는 의미에서 1986년에 한의학(韓醫學)으로 바꾸게 되었다.

## 같이 보기
- 장수식
- 경혈
- 중의학
- 한의학